# Claysville (Pensilvania)
Claysville es un borough ubicado en el condado de Washington en el estado estadounidense de Pensilvania. En el año 2000 tenía una población de 724 habitantes y una densidad poblacional de 907 personas por km².

## Geografía
Claysville se encuentra ubicado en las coordenadas 40°7′8″N 80°24′45″O / 40.11889, -80.41250.

## Demografía
Según la Oficina del Censo en 2000 los ingresos medios por hogar en la localidad eran de $36,000 y los ingresos medios por familia eran $40,000. Los hombres tenían unos ingresos medios de $28,125 frente a los $21,591 para las mujeres. La renta per cápita para la localidad era de $14,785. Alrededor del 13.4% de la población estaba por debajo del umbral de pobreza.